# Skärsjöstenen
Skärsjöstenen, intill Skärsjön i Hedemora kommun, Dalarna, är ett cirka sex meter högt flyttblock.
Enligt sägnen vrider sig Skärsjöstenen när kyrkklockorna ringer. 1923 utpekades den som naturminne av Länsstyrelsen i Dalarnas län.